# Silnica (województwo łódzkie)
Silnica – wieś w Polsce, położona w województwie łódzkim, w powiecie radomszczańskim, w gminie Żytno.
W latach 1975–1998 miejscowość administracyjnie należała do województwa częstochowskiego.

## Integralne części wsi
| SIMC    | Nazwa               | Rodzaj     |
| ------- | ------------------- | ---------- |
| 0148168 | Fryszerka           | osada      |
| 0148174 | Wymysłów            | kolonia    |
| 0148180 | Zabrodzie Silnickie | przysiółek |

## Zabytki
Według rejestru zabytków Narodowego Instytutu Dziedzictwa na listę zabytków wpisany jest obiekt:
- cmentarz komunalny, nr rej.: 438/88 z 27.05.1988